# È la pioggia che va/Finché c'è musica mi tengo su
È la pioggia che va/Finché c'è musica mi tengo su è un singolo discografico dei Rokes pubblicato in Italia nel 1966.

## Descrizione
È la pioggia che va, registrata sul lato A del disco, è il brano con il quale i Rokes si ripromettevano di ripetere il successo del singolo precedente, Che colpa abbiamo noi. Anche per questo fu nuovamente scelto di pubblicare una cover di una canzone del cantautore statunitense Bob Lind, Remember The Rain, con il testo riscritto da Mogol seguendo il filone della canzone "di protesta" in voga in quegli anni. 
Finché c'è musica mi tengo su, sul lato B, è firmata da Franco Migliacci, Sergio Modugno e Shel Shapiro.
Il disco ottenne un ottimo successo di vendite raggiungendo la prima posizione nella Hit Parade e il 9º posto complessivo per il 1966, continuando a vendere anche l'anno seguente.

## Formazione
- Johnny Charlton - voce, chitarra
- Bobby Posner - cori, basso
- Shel Shapiro - voce, chitarra
- Mike Shepstone - cori, batteria

## Altre esecuzioni
È la pioggia che va è stata successivamente incisa da altri artisti, seppur con alcune modifiche e aggiunte di altre parti al testo fra i quali:
- Caterina Caselli, nell'album Casco d'oro (1966)
- Renato Zero, nell'album La coscienza di Zero (1991)
- I Pooh, nell'album Beat ReGeneration (2008)
- Fiorella Mannoia, nell'album Ho imparato a sognare (2009)
- Luca Sepe, nell'album Meglio dal vivo che dal morto (2012)